# 里枝子の窓
里枝子の窓（りえこのまど）は、信越放送（SBCラジオ）で毎月最終土曜日16:00 - 16:30に放送されている、長野県ローカルのラジオ番組である。

## 概要
「日常生活の中での障害者と健常者の共感」をコンセプトに企画されたもので、各界で活躍する障害者や関係者を招いて、その人に話を聞くトーク番組。そのため、ラジオパーソナリティには視覚障害を持つ広沢里枝子が起用された。もともとはSBCラジオ「サタデーSLスタジオ」のワンコーナーだったが、さわやかな広沢の語り口が人気を呼び、リスナーの反響も大きいところから、一本の番組として1991年に独立した。2001年、日本民間放送連盟賞ラジオ放送活動部門を受賞。

## スタッフ
- ディレクター・プロデューサー
  - 1991年 - 2017年4月：岩崎信子
  - 2017年5月 - ：宮嶋美紀
- テーマ音楽：土屋竜一

## イメージソング
当番組から生まれたイメージソング「街に出よう、キュリー」（作詞・広沢里枝子、作曲・土屋竜一）は、第16回全国わたぼうし音楽祭（1991年）において大賞を受賞。その後「ドロシーのテーマ」が発表された。
両曲とも、レコード化には至っていない。

## エピソード
- 2008年11月11日深夜（11月12日未明）に放送されたNHKラジオ第1放送のラジオ深夜便では、広沢が出演し、「里枝子の窓」のエピソードなどを披露。